# Aa (họ)
Aa là một họ ở Scandinavia. Những người đáng chú ý mang họ này bao gồm:
- Abraham Jacob van der Aa, nhà văn Hà Lan (1792-1857)
- Christianus Carolus Henricus van der Aa (Christiaan Carolus Henricus van der Aa), nhà thần học Hà Lan (1718 mật1793)
- Cornelis van der Aa, nhà văn Hà Lan (1749-1815)
- Dirk van der Aa, nghệ sĩ Hà Lan (1731-1809)
- Philips van der Aa, chính khách Hà Lan (thế kỷ 16)
- Pierre Jean Baptiste Charles van der Aa, luật sư và nhà văn người Hà Lan (1770-1812)